# جوانا
جوانا کریستین بورگوس روبلس (انگلیسی: Jhoanna Christine Burgos Robles؛ زادهٔ ۲۶ ژانویه ۲۰۰۴) که به‌طور حرفه‌ای با نام جوانا (Jhoanna) شناخته می‌شود، خواننده و رقصنده اهل فیلیپین است. او یکی از اعضای گروه دخترانه بینی است.

## اوایل زندگی و تحصیلات
جوانا زادهٔ ۲۶ ژانویه ۲۰۰۴ در لاگونا، فیلیپین است. اون تنها فرزند خانواده است. او در گروه موسیقی مدرسه‌اش فعالیت می‌کرد. در دوران دبیرستان در مسابقات روزنامه‌نگاری شرکت کرد و این بخشی از برنامه‌های اولیه‌اش برای تبدیل شدن به ژورنالیست بود.